# さいたま市民医療センター
さいたま市民医療センターは、さいたま市西区島根に所在する医療機関（地域医療支援病院）である。

## 概要
さいたま市と地元医師会（浦和医師会・大宮医師会・さいたま市与野医師会・岩槻医師会）が公設民営方式で経営し、地域医療支援を主軸とする病院として2009年3月に開設された。施設はさいたま市が保有し、地元医師会が設立した社会医療法人さいたま医療センターが運営にあたっている。
当センター開設に当たり北区宮原町の東宮原駅近くに所在した、大宮医師会運営の「大宮医師会市民病院（通称・宮原メディカルセンター）」および「さいたま市小児救急センター」が入れ替わりで閉院しており、小児救急センターがそれまで市内唯一担っていた24時間受け入れの第二次小児救急医療をさいたま市から委託され実施している。

## 診療科
- 内科
- 循環器内科
- 消化器内科
- 呼吸器内科
- 糖尿病・内分泌内科
- 血液内科
- 腎臓内科
- 神経内科
- 外科
- 消化器外科
- 乳腺・内分泌外科
- 脳神経外科
- 整形外科
- 小児科
- 皮膚科
- 泌尿器科
- 耳鼻咽喉科
- 放射線科
- 病理診断科
- リハビリテーション科
- アレルギー科
- 内科（化学療法）
- 外科（化学療法）
- 麻酔科

## 指定医療機関
出典
| 保険医療機関           | 地域医療支援病院     |
| 救急告示病院           | 結核指定医療機関     |
| 生活保護法指定医療機関 | 労災保険指定医療機関 |
| DPC対象病院            | がん診療指定病院     |
| 災害拠点病院           | 基幹型臨床研修病院   |
| 協力型臨床研修病院     |                      |

## 交通
埼玉県道57号さいたま鴻巣線沿いの郊外に位置している。
西武バス
- 大39-1：大宮駅西口 - さいたま市民医療センター 終点下車
- 大39・大40・大41：大宮駅西口 - 加茂川団地方面 さいたま市民医療センター入口下車（徒歩1分）
- 北浦11：北浦和駅西口 - 加茂川団地線 白鍬口下車（徒歩1分）

国際興業バス
- 与本04・05：与野本町駅 - 白鍬循環 白鍬下車（徒歩約8分）
- 新都01：北浦和駅西口 - 白鍬電建住宅・さいたま新都心駅線 白鍬下車
- 浦13：浦和駅西口 - 大久保浄水場線 大久保浄水場下車（徒歩約10分）

さいたま市コミュニティバス
- 西区コミュニティバス：指扇駅・西大宮駅からさいたま市民医療センター 終点下車
- 桜区コミュニティバス：中浦和駅・西浦和駅からさいたま市民医療センター 終点下車